# Nicola Eisenschmid
Nicola Eisenschmid (Marktoberdorf, 10 settembre 1996) è una hockeista su ghiaccio tedesca, di ruolo ala destra.
Ha vinto per due volte la Fraueneishockey-Bundesliga con la maglia delle ECDC Memmingen Frauen. Con la maglia della nazionale tedesca ha disputato cinque edizioni dei mondiali.
La Eisenschmid proviene da una famiglia di hockeisti: sia la sorella Tanja che il fratello Markus sono giocatori di alto livello che hanno vestito la maglia della nazionale.